# Parlamentsvalget i Portugal 1895
Parlamentsvalget i Portugal 1895 blev afholdt i Portugal den 17. november 1895. Valget blev boykottet af Partido Progressista og Partido Republicano Português, hvilket resulterede i at Partido Regenerador og et mindre antal uafhængige vandt alle mandater i parlamentet.

## Resultater
| Parti                           | Stemmer | % | Mandater | +/– |
| ------------------------------- | ------- | - | -------- | --- |
| Partido Regenerador             |         |   | 114      |     |
| Andre partier og uafhængige     |         |   | 114      |     |
| Ugyldige/blanke stemmer         |         | – | –        | –   |
| Total                           |         |   | 114      | –38 |
| Registrerede vælgers/deltagelse | 493,869 |   | –        | –   |
| Kilde: Nohlen & Stöver          |         |   |          |     |

Resultaterne udelukker de seks pladser vundet på nationalt plan, og dem fra oversøiske territorier.